# Стойкий принц
«Сто́йкий принц» (исп. El príncipe constante) — пьеса-драма Педро Кальдерона, написанная в 1628 году, напечатанная в 1636 году.

## Содержание
Действие происходит в Фесе и его окрестностях и в окрестностях Танжера в 1437 году. Драма чести о жизни и смерти португальского инфанта Фернандо, который ради христианской веры предпочёл остаться в плену у мусульман Марокко, нежели быть выкупленным и вернуться домой. В качестве выкупа мусульмане хотели получить город Сеуту, считавшийся цитаделью Европы и христианства в Африке, и принц не посчитал себя достаточно ценным для такого обмена. И в истории, и в пьесе Фернандо умирает в плену, оставшись стойким принцем, не сломленным врагами.

## Персонажи
- Дон Фернандо, инфант Португальский
- Дон Энрике, принц, его брат
- Дон Хуан Кутиньо
- Король Феца, старик (мусульманин)
- Mулей, мавританский полководец (мусульманин, влюблённый в Феникс и связанный с Фернандо долгом чести)
- Альфонс, король Португалии
- Тарудант, король (султан) Марокко (мусульманин, неверный вассал короля Феца)
- Селим
- Брито, шут
- Феникс, феццанская принцесса
- Роза, служанка Феникс
- Зара, служанка Феникс
- Эстрелья, служанка Феникс
- Селима, служанка Феникс
- Португальские солдаты, невольники, мавры